# Trotteria humulopsidis
Trotteria humulopsidis är en tvåvingeart som beskrevs av Fedotova 2002. Trotteria humulopsidis ingår i släktet Trotteria och familjen gallmyggor. Inga underarter finns listade i Catalogue of Life.